# Huncza
Huncza (ukr. Гунча) – wieś na Ukrainie, w obwodzie winnickim, w rejonie hajsyńskim, w hromadzie Hajsyn. W 2001 liczyła 540 mieszkańców, spośród których 539 wskazało jako ojczysty język ukraiński, a 1 rosyjski